# Defense Switched Network
Das Defense Switched Network (DSN) ist ein vom US-amerikanischen Militär betriebenes, für die Öffentlichkeit nicht zugängliches, weltweites Kommunikationsnetz. Die kanadischen Streitkräfte haben ebenfalls Zugang zu diesem Netz, um es für ihre eigenen Zwecke zu nutzen (CSN, Canadian Switched Network).

## Übersicht
Es ist das vorwiegend genutzte System zur Informationsübermittlung des Defense Information Systems Network (DISN), dem Rückgrat des US-amerikanischen Militärinformationsnetzes.
Das DSN stellt vielfältige Telekommunikationsdienste für die Kommando- und Kontrollelemente des Verteidigungsministeriums der USA sowie dessen unterstellte Abteilungen in Aufgabenbereichen der Logistik, Personalführung, Aufklärung und Instandhaltung sowie einigen anderen Regierungsbehörden zur Verfügung. Praktisch bedeutet dies, dass nahezu jede Militäreinheit der USA weltweit über einen Anschluss an das DSN verfügt.
Das DSN wurde 1982 als Langstreckenkommunikationsnetz von den Joint Chiefs of Staff (JCS) und dem Büro des Verteidigungsministers der USA ins Leben gerufen. Es war gedacht als Hauptkommunikationssystem im Frieden, in Krisenzeiten, in der akuten Phase kurz vor einem Angriff, in nicht-nuklearen Konflikten sowie für die Phase nach einem Angriff. Das neue Netz ersetzte das alte Automatic Voice Network.
Das DSN setzt sich aus vier Systemen zusammen: Vermittlung, Übermittlung, Taktung & Synchronisierung sowie der Netzverwaltung. Die Vermittlung des DSN besteht aus multifunktionaler eigenständiger Durchgangsvermittlung, Amtsvermittlung und Fernvermittlung. Dabei werden die Übermittlungs-, Taktungs- und Kontrollelemente des DISN genutzt um alle militärischen Standorte weltweit mit Sprach-, Fax-, Daten- und Videokonferenzdiensten miteinander verbinden zu können.
Zusätzlich zu diesen Diensten unterstützt das DSN

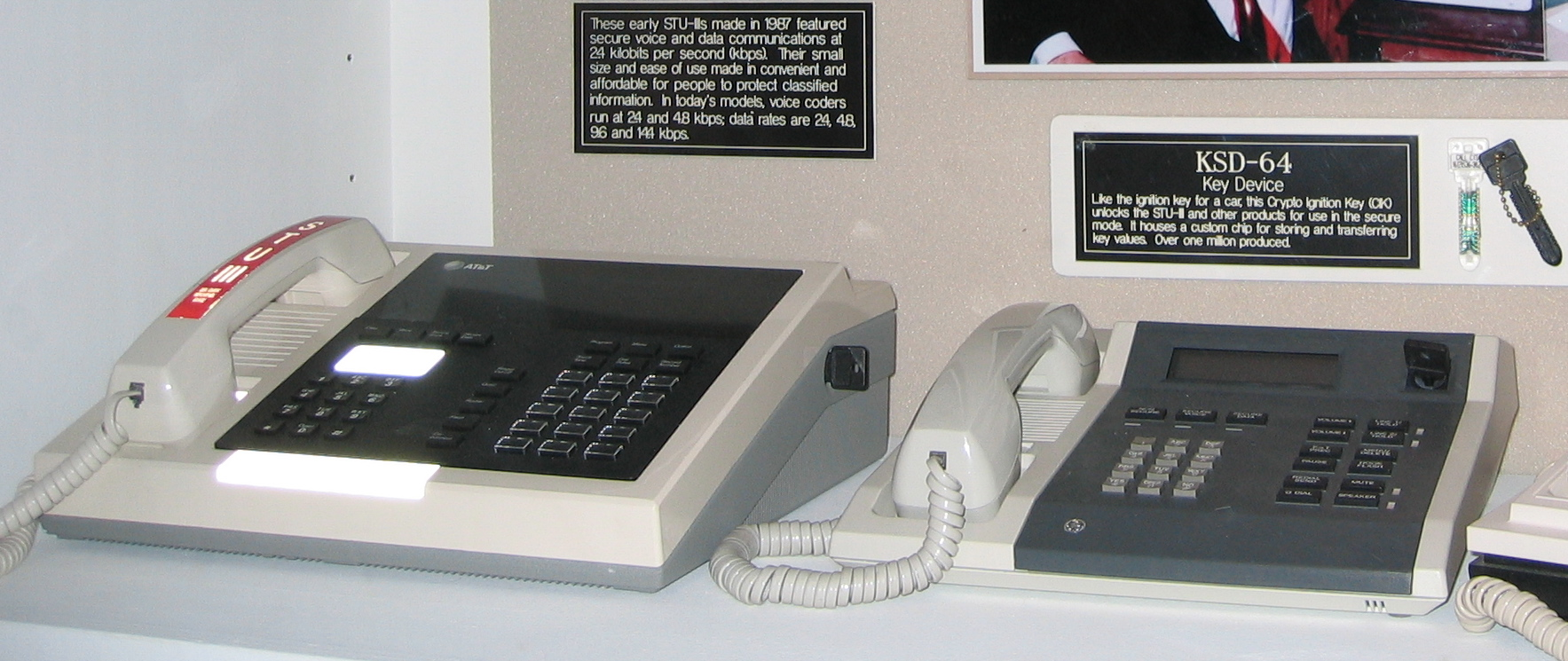
STU-III

- die Secure Telephone Units, Third Generation (STU-IIIs), spezielle Telefone, entworfen von der US-Regierung, die bei Verbindung mit einem gleichen Modell die Gespräche durch Knopfdruck verschlüsseln können,

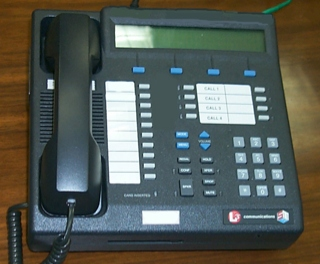
STE

- die moderneren Secure Terminal Equipment-Einheiten (STE), die ähnlich wie die vorher erwähnten funktionieren, aber ISDN-fähig sind und nur mit einer vorprogrammierten Verschlüsselungskarte funktionieren,

- das Defense Red Switch Network (DRSN), ein reines Sprachübermittlungsnetz für ausschließlich sichere Verbindungen unter taktischen Teilnehmern und Satellitenanschlussstellen,

- den Verbindungsaufbau zum unsicheren IP Router Netzwerk (NIPRNet),

- den Verbindungsaufbau zum sicheren IP Router Netzwerk (SIPRNet),

- den Zugang zum regierungsinternen Notfall-Telefonsystem (GETS, Government Emergency Telephone System).

## Nummerierungsplan
Das Wahlverfahren und das System der Nummernvergabe ist dem des Nordamerikanischen Nummerierungsplans gleich:
Nach einer dreistelligen Gebietsvorwahl (Area Code) folgt eine dreistellige Regionalvorwahl (Prefix) und dann die vierstellige Teilnehmernummer (Suffix).
In einem Ort (z. B. Mannheim und Kaiserslautern) können mehrere Regionalvorwahlen gleichzeitig existieren, wenn es dort mehrere US-Einrichtungen gibt.

### Gebietsvorwahlen
|                   | Afrika | Alaska | Australien | Mittl. Osten        | US-Festland | Europa | Pazifik | Kanada (CSN)        |
| ----------------- | ------ | ------ | ---------- | ------------------- | ----------- | ------ | ------- | ------------------- |
| Sprache           | 311    | 317    | 715        | 318                 | 312         | 314    | 315     | 319                 |
| ISDN/Daten        | xxx    | 507    | xxx        | 508                 | 502         | 504    | 505     | 509                 |
| Fax/analoge Daten | xxx    | 517    | xxx        | 518 nicht aktiviert | 512         | 514    | 515     | 519 nicht aktiviert |

### Liste der Vorwahlen in Europa
- 226 Lakenheath, Großbritannien
- 230 Thurso, Großbritannien
- 231 Croughton, Großbritannien
- 232 High Wycombe, Großbritannien
- 233 Alconbury, Großbritannien
- 234 Chicksands, Großbritannien
- 235 London, Großbritannien
- 236 Croughton, Großbritannien
- 238 Mildenhall, Großbritannien
- 243 Burntwood, Großbritannien
- 245 Lajes, Azoren
- 247 Fairford, Großbritannien
- 262 Harrogate, Großbritannien
- 263 Upper Hayford, Großbritannien
- 266 Greenham Common, Großbritannien
- 266 Souda Bay, Griechenland
- 268 Molesworth, Großbritannien
- 268 Thule, Grönland
- 276 Heilbronn (inaktiv)
- 320 Frankfurt/Main (inaktiv)
- 321 Büdingen, Fulda (inaktiv)
- 322 Hanau
- 323 Gießen, Hanau (inaktiv)
- 324 Friedberg (inaktiv)
- 325 Frankfurt/Main Edwards (inaktiv)
- 326 Wildflecken (inaktiv)
- 328 Frankfurt/Main Hoechst (inaktiv)
- 329 Geilenkirchen (NATO)
- 330 Frankfurt/Main (Rhein Main AB, inaktiv)
- 331 Hessisch-Oldendorf (inaktiv)
- 332 Berlin (inaktiv)
- 334 Mainz (inaktiv)
- 335 Wiesbaden
- 336 Wiesbaden
- 337 Wiesbaden
- 338 Wiesbaden (inaktiv)
- 339 Wiesbaden (inaktiv)
- 342 Bremerhaven (inaktiv)
- 343 Gießen
- 344 Darmstadt
- 345 Butzbach (inaktiv)
- 346 Kirch-Göns (inaktiv)
- 347 Darmstadt
- 348 Darmstadt
- 349 Griesheim (Stars and Stripes)
- 350 Würzburg, Kitzingen (inaktiv)
- 351 Würzburg (inaktiv)
- 352 Giebelstadt (inaktiv)
- 352 Geilenkirchen
- 353 Schweinfurt (Conn BKS)
- 354 Schweinfurt (Ledward BKS)
- 355 Kitzingen (inaktiv)
- 357 Würzburg (inaktiv)
- 360 Schinnen, Belgien
- 361 Brüssel, Belgien
- 362 Rotterdam
- 363 Soesterberg, Niederlande (inaktiv)
- 364 Brunssum, Niederlande
- 365 Brüssel, Belgien
- 366 SHAPE, Belgien
- 368 SHAPE, Belgien
- 370 Heidelberg
- 371 Heidelberg (Hospital)
- 373 Heidelberg (Pattonville)
- 374 Heidelberg (inaktiv)
- 375 Mannheim
- 376 Karlsruhe (inaktiv)
- 378 Germersheim
- 379 Schwetzingen
- 380 Mannheim (Turley BKS)
- 381 Mannheim (Taylor BKS)
- 382 Mannheim (Coleman BKS)
- 383 Worms (inaktiv)
- 384 Mannheim (Spinelli BKS)
- 385 Mannheim (Sullivan BKS)
- 386 Mannheim
- 387 Heidelberg
- 388 Heidelberg
- 389 Heidelberg (AFN-E)
- 390 Humosa, Spanien (inaktiv)
- 391 Lakenheath, Großbritannien
- 392 Mildenhall, Großbritannien
- 393 Hahn (inaktiv), Prüm (inaktiv)
- 398 Gaeta, Italien (6. US-Marineflotte); Sigonella, Italien
- 399 Souda Bay, Griechenland; Ankara, Türkei (inaktiv)
- 420 Stuttgart (inaktiv)
- 421 Stuttgart (Kelly BKS)
- 423 Chieveres, Belgien (SHAPE)
- 430 Stuttgart (Patch und Robinson BKS)
- 431 Böblingen
- 433 Stuttgart (SHAPE-EUCOM)
- 434a Augsburg (inaktiv)
- 434n Stuttgart
- 435 Augsburg (inaktiv)
- 439 NATO Brüssel, Belgien
- 440a München (inaktiv)
- 440n Garmisch (Recreation)
- 441 Bad Aibling (inaktiv)
- 442 Garmisch
- 450 Hahn (inaktiv)
- 450 Keflavik, Island
- 451 Wüschheim (inaktiv)
- 452 Spangdahlem
- 453 Bitburg (inaktiv)
- 454 Kalkar (inaktiv)
- 455 Geilenkirchen
- 460 Nürnberg (inaktiv)
- 461 Feucht (inaktiv)
- 462 Bindlach (inaktiv)
- 463 Schwabach (inaktiv)
- 464 Erlangen (inaktiv)
- 465 Zirndorf (inaktiv)
- 466 Hohenfels
- 467 Katterbach, Illesheim
- 468 Ansbach
- 469 Bamberg
- 475 Grafenwöhr
- 476 Vilseck
- 479 Ramstein (Medical)
- 480 Ramstein
- 481 Ramstein
- 482 Spangdahlem
- 483 Kaiserslautern
- 484 Kaiserslautern
- 485 Baumholder
- 486 Landstuhl (Medical)
- 488 Landstuhl
- 489 Kaiserslautern-Einsiedlerhof, Kapaun Air Station
- 490 Bad Kreuznach (inaktiv)
- 493 Kaiserslautern
- 495 Pirmasens (inaktiv)
- 496 Sembach
- 498 Zweibrücken (inaktiv)
- 535 Lajes, Azoren
- 622 San Vito, Italien
- 623 La Maddalena, Italien
- 624 Sigonella, Italien
- 625 Aviano, Italien
- 626 Neapel, Italien
- 627 Gaeta, Italien
- 632 Aviano, Italien
- 633 Livorno, Italien
- 634 Vicenza, Italien
- 648 Decimomannu, Italien
- 665 Madrid, Spanien
- 661 Athen, Griechenland
- 672 Ankara, Türkei (inaktiv)
- 675 Izmir,  Türkei
- 676 Incirlik, Türkei
- 679 Pirinclik, Türkei (inaktiv)
- 722 Moron, Spanien
- 723 Torejon, Spanien
- 724 Saragossa, Spanien
- 727 Rota, Spanien
- 730 Thule,  Grönland
- 762 Tuzla, Bosnien-Herzegowina
- 777 Diyarbakir, Türkei
- 780 CF-E Massweiler (inaktiv)
- 782 CF-E Lahr (HQ Kanadische Streitkräfte in Europa (CF-E)) (inaktiv)
- 783 CF-E Baden-Sollingen (inaktiv)
- 791 Bonn (inaktiv)
- 837 Thule, Grönland
- 887 Sondrestrom,  Grönland
- 895 Lajes, Azoren